# Yonekura Masaharu
Yonekura Masaharu (米倉昌晴, 30 mai 1728-18 janvier 1786) est le 3e daimyō du domaine de Mutsuura au sud de la province de Musashi dans le Honshū, (actuel arrondissement de Kanazawa-ku de la ville de Yokohama, préfecture de Kanagawa) et 6e chef du clan Yonekura. Son titre de courtoisie est Tango-no-kami.

## Biographie
Yonekura Masaharu est le 2e fils de Yonekura Masanori, hatamoto d'un revenu de 3 000 koku. Il est adopté à la tête du clan Yonekura à la mort inattendue de Yonekura Satonori sans héritiers en 1749 puis est confirmé daimyo du domaine de Mutsuura lors d'une audience formelle avec le shogun Tokugawa Ieshige.
En tant que daimyō, il est affecté à plusieurs postes cérémoniels comme garde de diverses portes au château d'Edo. En janvier 1776, il est nommé sōshaban (maître des cérémonies) et en avril 1777 est élevé à la position de wakadoshiyori (conseiller de second rang) auprès du shogun Tokugawa Ieharu. Cependant, avec l'assassinat de Tanuma Okitomo en avril 1784, il perd rapidement la faveur de la cour et tente de démissionner de ses postes, mais sa demande est refusée. Mais il tombe malade plus tard dans l'année et meurt deux ans plus tard à l'âge de 57 ans.
Yonekura Masaharu est marié à la fille de Yanagisawa Masatsune, daimyō du domaine de Mikkaichi dans la province d'Echigo et a huit fils et six filles au total. Sa tombe se trouve au Hase-dera dans l'arrondissement (区, ku) de Shibuya à Tokyo.

## Source de la traduction
- (en) Cet article est partiellement ou en totalité issu de l’article de Wikipédia en anglais intitulé « Yonekura Masaharu » (voir la liste des auteurs).